# V-ROCK FESTIVAL
V-ROCK FESTIVAL（ブイ・ロック・フェスティバル）は、ヴィジュアル系バンドを中心とした日本のロック・フェスティバルである。

## V-ROCK FESTIVAL '09
2009年10月24日、25日に幕張メッセ9、10、11ホールで開催されたロックフェスティバルである。国内のヴィジュアル系バンド40組以上とおよび数組の海外バンドを招聘して開催された。ヴィジュアル系バンドが中心となったロックフェスティバルとしては、日本初の開催であった。
本興行は、海外へ向けて日本のヴィジュアル系バンドを紹介することを目的として2007年から制作されてきた『Visual-kei DVD Magazine』のプロデューサーである大島暁美が、同DVDシリーズの制作をきっかけとして「V-ROCK FESTIVAL実行委員会」を組織し開催した。同委員会の構成の詳細については公表されていないが、主導者である音楽ライターの大島暁美は、自身が同委員会を構成する一員であることを明らかにしている。また、主催側の一員としてバックステージプロジェクト代表の杉本圭司が関与した。
かつてのヴィジュアル系シーンにおいて、シーンを活性化させる中心的役割を担っていたのはヴィジュアル系の音楽専門誌であったが、同イベントの協賛、協力、主催、後援のいずれにも、ヴィジュアル系シーンでは特筆すべき音楽専門誌を発行している出版社の社名は掲載されなかった。
9ホールにメインステージとなる「Lステージ」と「Rステージ」が設置され、出演者はこの2ステージを交互に使用するかたちで演奏した。10ホールはフードコートが設置された。11ホールにはやや小規模なステージである「Sステージ」と「Vステージ」が設置され、こちらは主に若手バンドが出演した。
本興行の1週間前に同会場でLOUD PARKが開催されており、その舞台装置の大半をそのまま流用して使用したが、客層の違いを考慮し、女性客用の化粧室なども設置された。
「V-ROCK FESTIVAL実行委員会」の一員である大島暁美は、本興行の一部を映像化し『Visual-kei DVD Magazine Vol.4「V-ROCK SPECIAL」』と題したDVDを発売した。

### 興行詳細
- 開催日
2009年10月24日（土）
2009年10月25日（日）

- 会場
幕張メッセ 9・10・11ホール
開場 午前9:30 / 開演 午前11:00

- チケット
1日券/スタンディング：￥13,000-（税込）
2日通し券/スタンディング：￥21,000-（税込）
1日券/特別指定席：￥17,000-（税込）

- 協賛
エドウイン
at company
イーエスピー
学校法人イーエスピー学園
music.jp
ラフォーレ原宿

- 協力
シブヤテレビジョン

- 主催
V-ROCK FESTIVAL実行委員会
日本テレビ放送網

- 後援
ニッポン放送
ベイエフエム
エフエムナックファイブ
エフエムインターウェーブ
テレビ埼玉
MUSIC ON! TV
スポーツニッポン
タワーレコード

- 企画・制作・招聘
バックステージプロジェクト

- 動員
2日間の公表延べ総数30,000人[8][9]

### 10月24日の出演者
- abingdon boys school
- Alice Nine
- ALI PROJECT
- Angelo
- アヲイ
- BOUNTY
- BREAKERZ
- D
- D'ERLANGER
- D'espairsRay
- ドレミ團
- イロクイ。
- jealkb
- Kra
- La'cryma Christi
- Marilyn Manson
- メガマソ
- Moi dix Mois
- ニンジャマンジャパン
- PENICILLIN
- Plastic Tree
- SEX MACHINEGUNS
- SOHODOLLS
- SuG
- トゥーン工場
- uBuGoe （オープニングアクト）
- ベルベット
- ViViD

### 10月25日の出演者
- アンド
- Aoi
- Aural Vampire （オープニングアクト）
- 彩冷える
- CASCADE
- DaizyStripper
- ダウト
- DuelJewel
- exist†trace
- the GazettE
- GRANRODEO
- HANGRY&ANGRY（オープニングアクト）
- heidi.
- INORAN
- Kagrra,
- LM.C
- Loveless
- ラヴX
- lynch.
- 摩天楼オペラ
- MERRY
- NEGATIVE
- -OZ-
- Sadie
- SCREW
- 高見沢俊彦
- 土屋アンナ
- the Underneath
- 【_Vani;lla】
- Versailles
- ヴィドール

## V-ROCK FESTIVAL 2011
2011年10月23日に開催された。

### 興行詳細
- 開催日
2011年10月23日
- 会場
さいたまスーパーアリーナ
- チケット
前売り：12000円[11]
スタンドVIP指定席（前売り）16000円[12]
- 主催
V-ROCK FESTIVAL実行委員会
テレビ朝日
- 後援
ニッポン放送
NACK5
テレビ埼玉

- 動員
12,000人[13]

### 出演者
- Administrator
- ALI PROJECT
- BLACK VEIL BRIDES
- BORN
- DaizyStripper
- DEAD END
- DNR（英語版）
- ダウト
- Eins:Vier
- ギルガメッシュ
- ゴールデンボンバー
- HERO
- きゃりーぱみゅぱみゅ
- La' royque de zavy
- LM.C
- 少女-ロリヰタ-23区
- lynch.
- 摩天楼オペラ
- マイケル・モンロー
- Mix Speaker's,Inc.
- ムック
- ピコ
- SCREW
- SOPHIA
- SuG
- Versailles
- vistlip
- ViViD
- YELLOW FRIED CHICKENz
- Jin-Machine （オープニングアクト）
- Seremedy（スウェーデン語版）（オープニングアクト）
- umbrella （オープニングアクト）

## V-ROCK FESTIVAL '12
2012年4月に「V-ROCK FESTIVAL '12」の開催が発表されたが、同年6月に開催時期の変更が発表されたまま、その後の日程についてはなんらの発表（中止の発表すら）もされなかった。